# 民都洛海峽
12°20′00″N 120°40′00″E / 12.3333333°N 120.6666667°E
民都洛海峽是菲律賓的海峽，連接南海和蘇祿海，分隔民都洛和布桑加島，最狹處寬約80公里，該海峽是大型船隻來往印度洋和太平洋的其中一條航道。